# Lauri Ikonen
Lauri Ilmari Ikonen (n. 10 august 1888, Mikkeli, Finlanda - d. 21 martie 1966, Helsinki) a fost un compozitor finlandez, reprezentant al romanticismului național finlandez.
A studiat filozofia și a obținut titlul de master. A urmat în paralel studii de muzică, urmând în perioada 1906-1910 cursurile Institutului de Muzică din Helsinki, apoi studii de compoziție la Berlin și Paris, și fiind elevul lui Armas Järnefelt și Paul Juon. A lucrat ca profesor de compoziție la Conservatorul din Viipuri, redactor al revistei de muzică Suomen musiikkilehti (1923-1929) și în cele din urmă secretar al Asociației Muzicienilor Finlandezi (Teosto), fiind unul din membrii fondatori ai acesteia (în 1929).
Lauri Ikonen a fost un compozitor prolific. A compus șase simfonii, trei suite, un concert pentru violoncel și altul pentru pian, muzică de cameră, lucrări corale, piese pentru pian și lieduri. A evitat muzica modernă zeci de ani, încercând să educe gustul publicului către muzica tradițională. 

## Compoziții muzicale
- Simfonia nr. 1 în sol major Sinfonia inornata, 1920
- Simfonia nr. 2 în re minor, 1922
- Simfonia nr. 3 în b minor Lemmin poika, 1942
- Simfonia nr. 4 în la major Sinfonia concentrata, 1943
- Simfonia nr. 5 în do major Sinfonia aperta, 1943
- Simfonia nr. 6 în mi minor, 1950
- Concert pentru pian
- Concert pentru violoncel, 1942
- Concert pentru vioară în b minor, 1941
- Concerto intima pentru pian și orchestră
- Cvartet de coarde în la minor, 1924
- 2 terțete pentru pian, 1912 și 1940
- 2 sonate pentru vioară, 1914 și 1943
- Sonată pentru pian
- un număr mare de compoziții corale